# Гёрмин
Гёрмин (нем. Görmin) — община в Германии, в земле Мекленбург-Передняя Померания.
Входит в состав района Деммин. Подчиняется управлению Пенеталь/Лойц.  Население составляет 974 человека (на 31 декабря 2010 года). Занимает площадь 35,01 км².
Коммуна подразделяется на 8 сельских округов.